# Dendrolobium cheelii
Dendrolobium cheelii là một loài thực vật có hoa trong họ Đậu. Loài này được (C.A.Gardner) Pedley miêu tả khoa học đầu tiên.